# Joe Perry
Anthony Joseph Pereira (Lawrence, Massachusetts, 10 de septiembre de 1950), más conocido como Joe Perry, es un guitarrista de hard rock de ascendencia portuguesa e italiana perteneciente a la banda Aerosmith, también conocida como «los chicos malos de Boston».[cita requerida] Perry se ubicó en el puesto 84º  en la lista de «Los 100 guitarristas más grandes de todos los tiempos», elaborada por la revista Rolling Stone.[cita requerida]

## Biografía
Perry nació el 10 de septiembre de 1950 en Lawrence, Massachusetts. Es hijo de padre de ascendencia portuguesa y madre de ascendencia italiana. Al llegar a Estados Unidos su abuelo paterno que era portugués y originario de la isla de Madeira, cambió el apellido de Pereira a Perry. Joe y su hermana menor Ann-Marie crecieron en el pequeño pueblo de Hopedale en Massachusetts, donde su padre era contador y su madre era maestra de gimnasia en un colegio. Después, ella se retiró a Arizona cuando su esposo murió en 1975.
Comenzó tocando en bares junto a Tom Hamilton. Para pagar los gastos trabajaba en una heladería, llamada The Anchorage, donde conoció a Steven Tyler unos años después y cuyo primer sencillo fue una versión de la canción "I'm down " (The Beatles).
Siendo el guitarrista principal de Aerosmith se separó del grupo por problemas con las drogas y alcohol, a lo que se unió una pelea entre su esposa y la esposa del bajista de la banda, Tom Hamilton. Desde el año 1979 hasta el año 1984, y junto a su compañero Brad Whitford, formó un grupo bajo el nombre de "The Joe Perry Project" que tuvo escasa popularidad y éxito. A mitad de los ochenta se reencontró con sus ex compañeros de Aerosmith. Desde el año 2015 integra la banda Hollywood Vampires con Alice Cooper y Johnny Depp, dedicada a rendir tributo a la música de estrellas de rock fallecidas en los años setenta.
Entre sus últimos trabajos en solitario Joe publicó un álbum titulado "Joe Perry". Gracias a este trabajo fue nominado a un Grammy.
Es considerado por buena parte de la crítica como uno de los mejores guitarristas de Rock del mundo. Ha tocado con celebridades como Bon Jovi, Guns N' Roses, Poison, AC/DC, Kiss, Bob Marley, Alice Cooper, Mick Jagger, Run DMC, Van Halen, entre otros. Joe Perry quedó en el puesto 84 en Lista de los 100 guitarristas más grandes de todos los tiempos .

## Guitarras
Joe Perry ha coleccionado alrededor de unas 600 guitarras durante toda su carrera de guitarrista, entre ellas se encuentra la famosa guitarra Les Paul Boneyard Prototype, una de las más empleadas en los conciertos de Aerosmith la cual le regalaron por Navidad. Además tiene una 1954 Special SG Replica, una personalización especial de una Joe Perry's Gibson ES custom blanca (la Billie Guitar), serigrafiada con el rostro de su esposa, Billie Paulette, una rara muy especial totalmente de cristal y una tipo Stratocaster zurda al revés muy desgastada además de una Gibson Les Paul en tonos negro Standard y tea sunburst. Estas y otras más han sido utilizadas en diversos conciertos

## Discografía con Aerosmith

### Álbumes de estudio
- Aerosmith 1973
- Get Your Wings 1974
- Toys In The Attic 1975
- Rocks 1976
- Draw The Line 1977
- Night In The Ruts 1979
- Done With Mirrors 1985
- Permanent Vacation 1987
- Pump 1989
- Get A Grip 1993
- Nine Lives 1997
- Just Push Play 2001
- Honkin' On Bobo 2004
- Music From Another Dimension! 2012

### Álbumes recopilatorios/en vivo
- Live! Bootleg 1978
- Greatest Hits (álbum de Aerosmith) 2001
- Classics Live 1986
- Classics Live II 1987
- Gems 1988
- Pandora's Box 1991
- Big Ones (álbum de Aerosmith) 1994
- A Little South of Sanity 1998
- Young Lust: The Aerosmith Anthology 2001
- O, Yeah! Ultimate Aerosmith Hits 2002
- Rockin' the Joint 2005
- Devil's Got a New Disguise 2006

## Discografía de  "The Joe Perry Project"
- Let the Music Do the Talking (1980)
- I've Got the Rock'n'Rolls Again (1981)
- Once a Rocker, Always a Rocker (1983)

## Discografía en solitario
- Joe Perry (2005)
- Have Guitar, Will Travel (2009)
- Sweetzerland Manifesto (2018)